# Skara domkyrkodistrikt
Skara domkyrkodistrikt er et svensk folkeregisterdistrikt i Skara kommune og Västra Götalands län.
Distriktet ligger i og omkring Skara, og det blev opretter den 1. januar 2016.
Skara Domkirke ligger i distriktet. .
58°23′11″N 13°26′21″Ø / 58.3865°N 13.4392°Ø